# 梁山站 (越南)
梁山站（越南语：／*/?）是越南河太铁路的一座火车站，位于太原省公河市，距河内站60公里。铺设有标准轨及米轨共行的混合轨。